# Сомалија на Олимпијским играма
Сомалија се први пут појавила на Олимпијским играма 1972. године и од тада су спортисти из Сомалија само три пута пропустили да учествују на Летњим олимпијским играма и то 1976. када су заједно са осталим афричким нацијама бојкотовали игре због случаја Нови Зеланд, 1980. када су се продружили бојкоту који су предводиле САД и 1992. године због Грађанског рата у земљи.
На Зимске олимпијске игре Сомалија никада није слала своје представнике. Представници Сомалије, закључно са Олимпијским играма одржаним 2008. године у Пекингу, нису освојили ниједну олимпијску медаљу.
Национални олимпијски комитет Сомалије (Somali Olympic Committee) је основан 1959. а признат од стране Међународног олимпијског комитета 1972. године.

## Медаље

### Освојене медаље на ЛОИ
| Учешће и освојене медаље Сомалије на ЛОИ |                           |                           |                           |                           |                           |                           |                           |                           |                           |                           |
| ЛОИ                                      | Носилац заставе           | Учешће                    | Муш.                      | Жене                      | спорт.                    | Злато                     | Сребро                    | Бронза                    | Укупно                    | Ранг                      |
| 1972 Минхен                              |                           |                           |                           |                           |                           | 0                         | 0                         | 0                         | 0                         |                           |
| 1976 Монтреал                            | Сомалија није учествовала | Сомалија није учествовала | Сомалија није учествовала | Сомалија није учествовала | Сомалија није учествовала | Сомалија није учествовала | Сомалија није учествовала | Сомалија није учествовала | Сомалија није учествовала | Сомалија није учествовала |
| 1980 Москва                              | Сомалија није учествовала | Сомалија није учествовала | Сомалија није учествовала | Сомалија није учествовала | Сомалија није учествовала | Сомалија није учествовала | Сомалија није учествовала | Сомалија није учествовала | Сомалија није учествовала | Сомалија није учествовала |
| 1984 Лос Анђелес                         |                           |                           |                           |                           |                           | 0                         | 0                         | 0                         | 0                         |                           |
| 1988 Сеул                                |                           |                           |                           |                           |                           | 0                         | 0                         | 0                         | 0                         |                           |
| 1992 Барселона                           | Сомалија није учествовала | Сомалија није учествовала | Сомалија није учествовала | Сомалија није учествовала | Сомалија није учествовала | Сомалија није учествовала | Сомалија није учествовала | Сомалија није учествовала | Сомалија није учествовала | Сомалија није учествовала |
| 1996 Атланта                             |                           |                           |                           |                           |                           | 0                         | 0                         | 0                         | 0                         |                           |
| 2000 Сиднеј                              |                           |                           |                           |                           |                           | 0                         | 0                         | 0                         | 0                         |                           |
| 2004 Атина                               |                           |                           |                           |                           |                           | 0                         | 0                         | 0                         | 0                         |                           |
| 2008 Пекинг                              |                           |                           |                           |                           |                           | 0                         | 0                         | 0                         | 0                         |                           |
| 2012 Лондон                              |                           |                           |                           |                           |                           | 0                         | 0                         | 0                         | 0                         |                           |
| 2016 Рио де Жанеиро                      |                           |                           |                           |                           |                           | 0                         | 0                         | 0                         | 0                         |                           |
| 2020. Токио                              |                           |                           |                           |                           |                           |                           |                           |                           |                           |                           |
| 2024. Париз                              |                           |                           |                           |                           |                           |                           |                           |                           |                           |                           |
| 2028. Лос Анђелес                        | предстојећи догађај       |                           |                           |                           |                           |                           |                           |                           |                           |                           |
| 2032. Бризбејн                           | предстојећи догађај       |                           |                           |                           |                           |                           |                           |                           |                           |                           |
| Укупно                                   |                           |                           |                           |                           |                           | 0                         | 0                         | 0                         | 0                         |                           |